# 100-mm-Panzerabwehrkanone T-12
Die 100-mm-Panzerabwehrkanone T-12 (russisch 100-мм противотанковая пушка Т-12) ist eine in der Sowjetarmee ab 1955 eingeführte Panzerabwehrkanone mit einem Kaliber von 100 mm. Der GRAU-Index lautet 2A19. In der Nationalen Volksarmee der DDR wurde die Waffe im Nummernverzeichnis unter 20 10 00 geführt.
Die Waffe dient vorrangig zum Kampf gegen gepanzerte bewegliche Ziele. Sie ersetzte die 85-mm-Panzerabwehrkanone D-48 und die 100-mm-Kanone M1944. Die Waffe wurde in allen größeren Konflikten in der zweiten Hälfte des 20. Jahrhunderts, wie dem Vietnamkrieg und den verschiedenen militärischen Auseinandersetzungen zwischen den arabischen Staaten und Israel, eingesetzt. Größtenteils wurde sie zwischenzeitlich durch ihre Weiterentwicklung MT-12 ersetzt.

## Entwicklung
Bereits während des Zweiten Weltkrieges hatte sich eine auf Kampfpanzern und gepanzerten Gefechtsfahrzeugen basierende bewegliche Gefechtsführung entwickelt. Problematisch erwiesen sich in vielen Fällen nach einem erfolgten Durchbruch mit nachfolgenden Stoß in die Tiefe der Schutz der eigenen Flanken und die Abriegelung gegnerischer Durchbrüche. Die zunehmende Stärke der Panzerung erforderte dabei eine Waffe mit primär hoher Durchschlagsleistung. Um zweckentsprechend eingesetzt werden zu können, musste eine Panzerabwehrkanone taktisch beweglich sein und eine möglichst niedrige Silhouette besitzen. Die in den 1950er-Jahren als Panzerabwehrkanonen genutzten BS-3 und SD-48 waren Mitte bzw. Ende der 1940er-Jahre entwickelt worden und entsprachen nicht mehr den gestiegenen Anforderungen, die Möglichkeiten der Leistungssteigerung waren weitgehend ausgereizt. Der Einsatz von Panzerabwehrlenkraketen entwickelte sich ab Mitte der 1950er-Jahre, jedoch waren die damals vorhandenen Systeme kompliziert zu bedienen und störanfällig. Daher griff man wieder auf eine Panzerabwehrkanone zurück, beschritt jedoch konstruktiv neue Wege. Durch die Verwendung einer Glattrohrkanone sollten die geforderten ballistischen Leistungen erreicht werden.
Die Entwicklung der T-12 begann 1955 im Konstruktionsbüro des Werkes Nr. 75 in Jurga. Nach der Erprobung wurde sie 1961 in die Bewaffnung der Sowjetarmee übernommen. Die Produktion wurde 1970 zugunsten des Nachfolgers MT-12 eingestellt.

## Konstruktion

### Geschütz

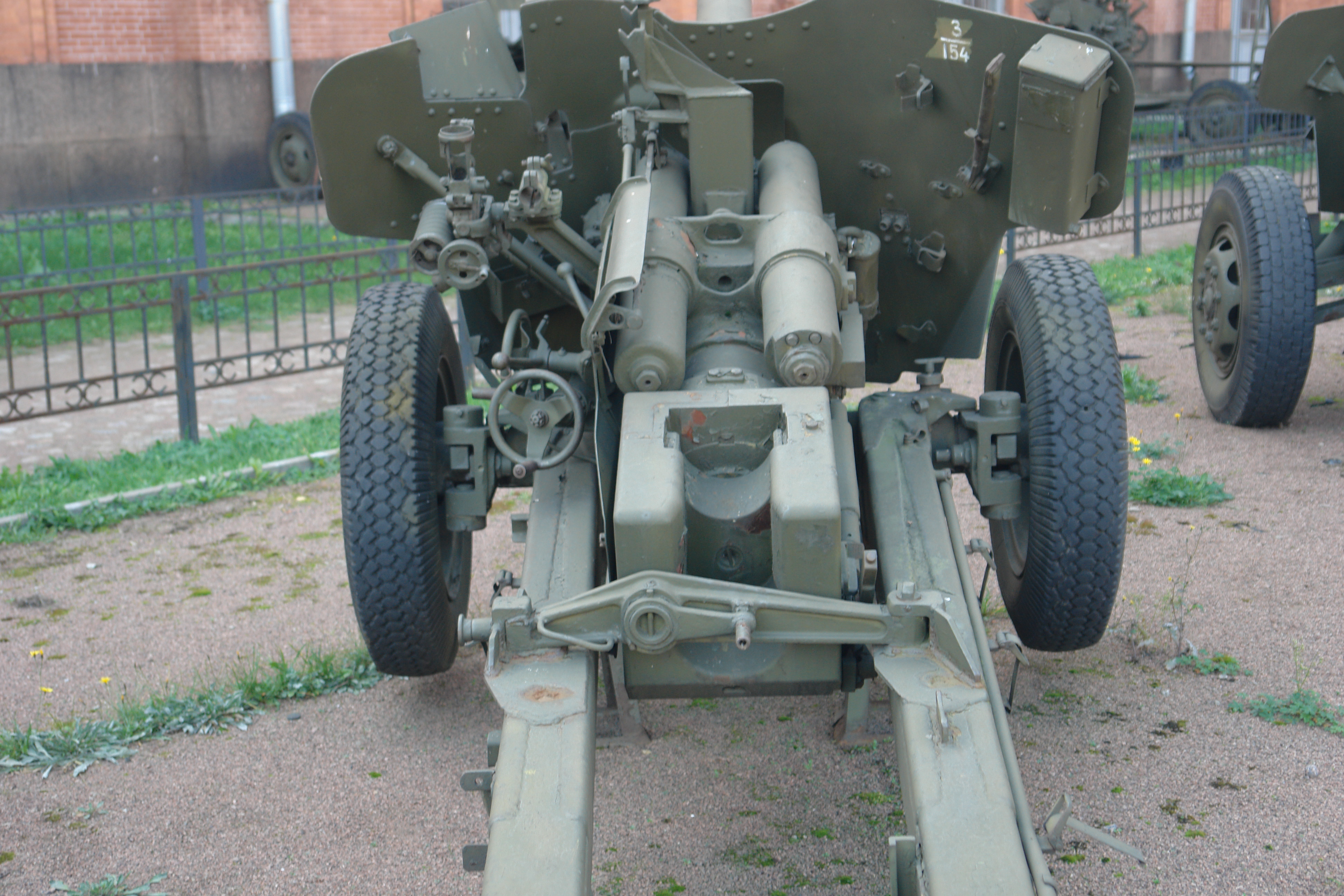
Bodenstück mit Ladeschale und Verschluss, Rohrbremse und Rohrvorholer liegen über dem Bodenstück

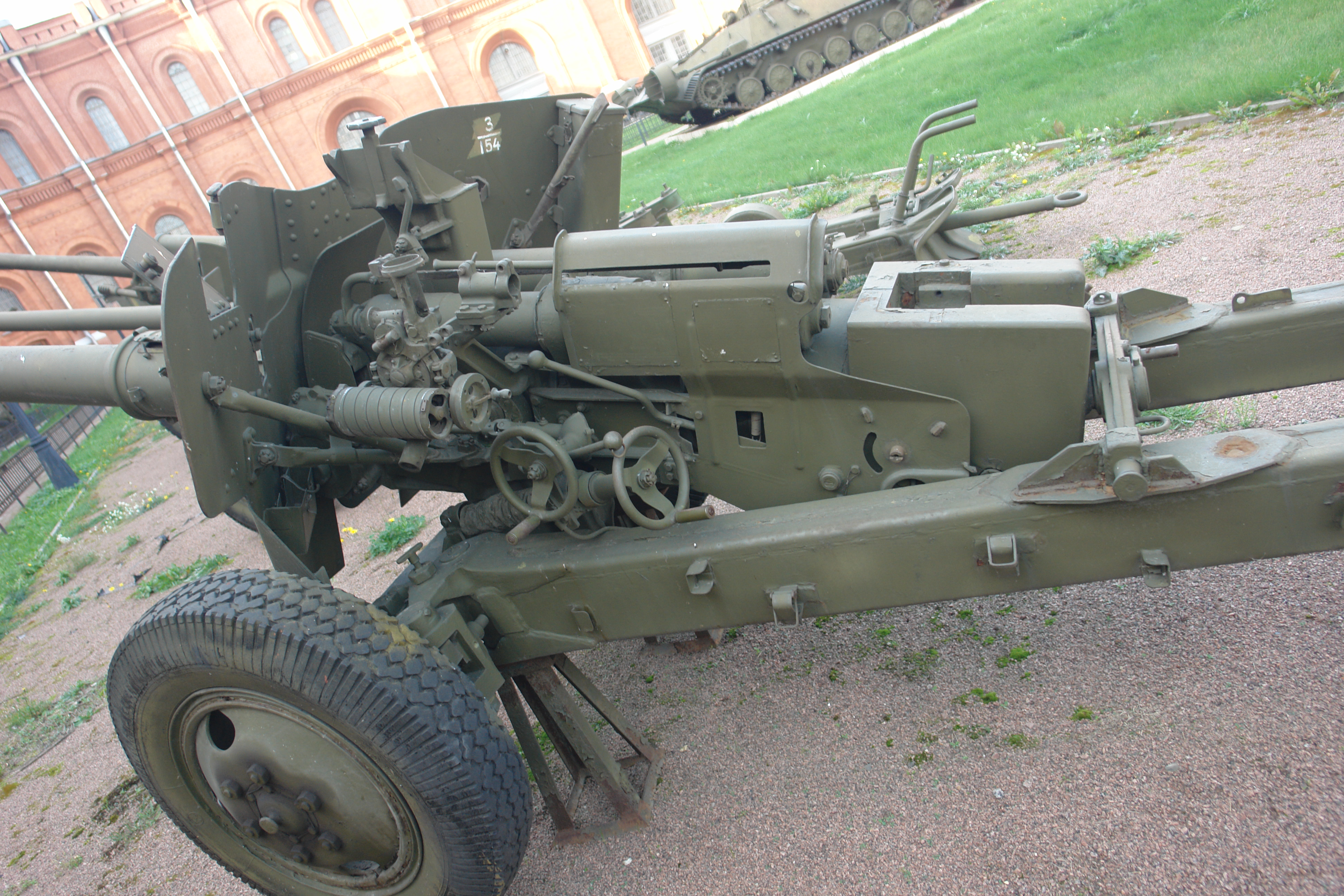
Richtantriebe

Bei der T-12 handelt es sich um eine Glattrohrkanone, das Rohr besitzt also weder Felder noch Züge. Das einteilige Rohr hat eine Länge von 63 Kalibern und ist mit einer Vielloch-Mündungsbremse ausgestattet. Als Verschluss kommt ein senkrecht laufender halbautomatischer Fallblockverschluss zum Einsatz, bei dem eine Feder das Öffnen des Verschlusses unterstützt. Der Verschluss muss manuell geschlossen werden. Ein manuelles Öffnen ist nur vor der Abgabe des ersten Schusses erforderlich, danach öffnet der halbautomatische Verschluss nach der Schussabgabe. Hinter dem Verschluss befindet sich die Ladeschale, in die die zu verschießenden Granatpatronen eingelegt werden. Die hydraulische Rohrbremse und der ebenfalls hydraulische Rohrvorholer befinden sich auf Höhe des Bodenstücks unmittelbar über dem Rohr. Die Konstruktion erlaubt eine Feuergeschwindigkeit von 6 bis 14 Schuss pro Minute. Gerichtet wird die Waffe nach Höhe und Seite rein mechanisch, die Richtantriebe befinden sich links vom Verschluss.

### Visier
Als Visier kommt das Zielfernrohr OP4M-40 (ОП4M-40) zum Einsatz. Das Zielfernrohr besitzt bei 5,5-facher Vergrößerung ein Sichtfeld von 11°. Für das Schießen im indirekten Richten wird das Zielgerät S71-40 (С71-40) mit dem Rundblickfernrohr PG-1 (ПГ-1) und dem Kollimator K-1 (K-1) genutzt. Für den Kampf bei Nacht stehen die passiven Nachtsichtgeräte APN 5-40 (АПН 5-40) bzw. APN 6-40 (АПН 6-40) zur Verfügung. Während das APN 5-40 eine 6-fache Vergrößerung mit einem Blickfeld von 5° 30' aufweist, vergrößert das APN 6-40 bei einem Blickfeld von 6° 50' um das 6,8-fache.

### Lafette

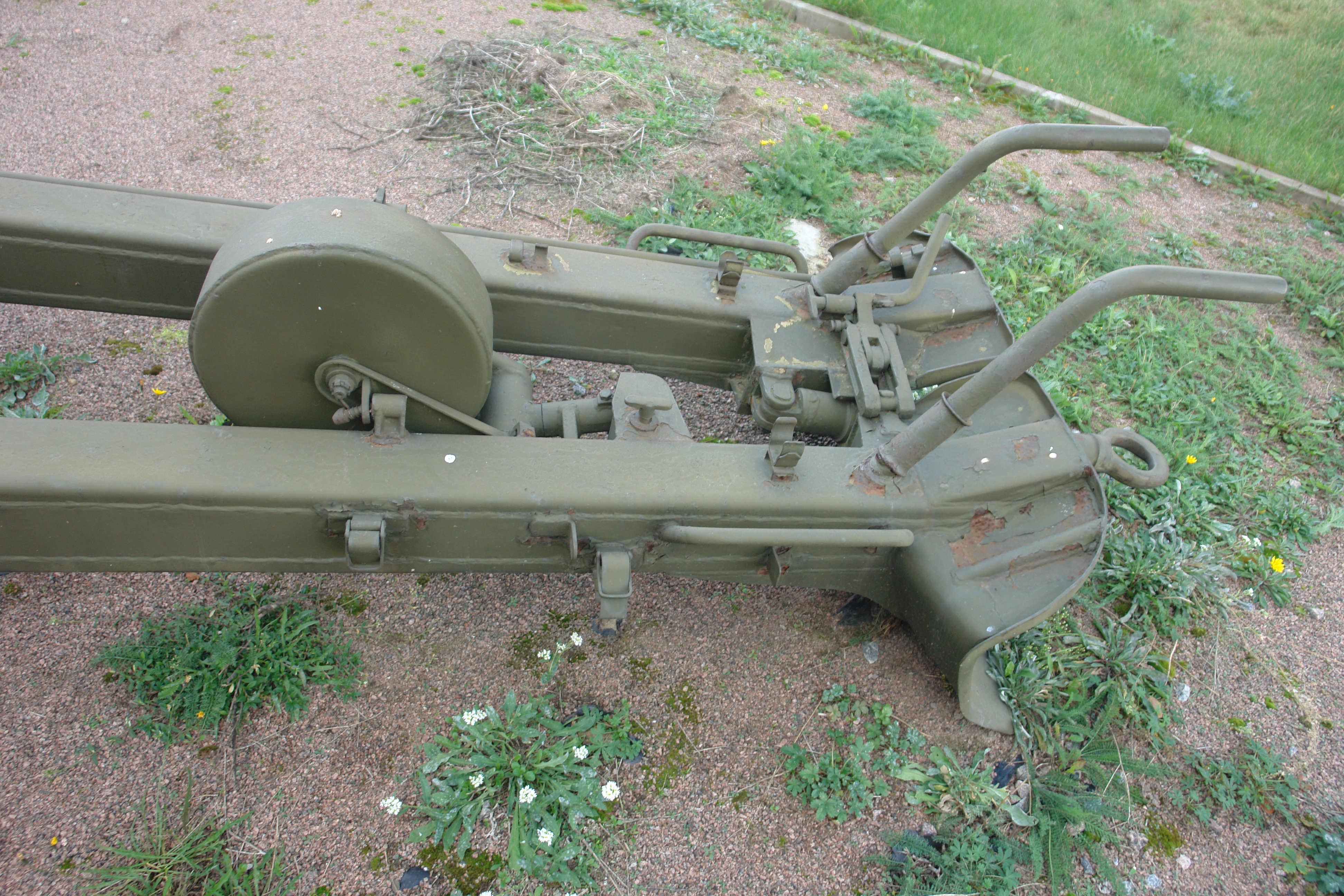
Holme mit Erdspornen und Verriegelung

Es wurde die Lafette der D-48 übernommen. Bei dieser Spreizlafette handelt es sich um eine Kastenholm-Konstruktion. Beide Holme sind mit je einem Erdsporn versehen. Für den Marsch werden die Holme zusammengeklappt und verriegelt, die Verriegelung nimmt ebenfalls die Öse für das Zugfahrzeug auf. In Marschlage wird das Rohr am Bodenstück an den Holmen festgezurrt. Zum leichteren Manövrieren ohne Zugfahrzeug ist am linken Holm ein abklappbares Laufrad abgebracht. Das Fahrgestell besitzt Torsionsfedern mit hydraulischen Stoßdämpfern. Die Besatzung wird durch einen Schild gegen Schützenmunition und Splitter geschützt. Für den Einsatz unter winterlichen Bedingungen steht das Ski-Fahrgestell LO-7 (ЛО-7) zur Verfügung.
In Marschlage ist das Geschütz 9,480 m lang, 1,795 m breit und 1,565 m hoch, die Bodenfreiheit beträgt 0,38 m. Als Zugmittel dienten Lkw Ural-375D bzw. ZIL-131, im schweren Gelände auch Kettenzugmittel MT-L und später MT-LB. Auf der Straße erlaubt die Lafettenkonstruktion eine Marschgeschwindigkeit von 60 km/h, im Gelände darf eine Höchstgeschwindigkeit von 15 km/h nicht überschritten werden.

### Munition

Flügelstabilisierte Unterkalibergranate BM2

Verschossen wird flügelstabilisierte, patronierte Munition. Verfügbar sind Unterkalibergranaten der Typen BM1 und BM2 sowie Hohlladungsgranaten BK2. Für den Kampf gegen halbharte und Weichziele stehen Splittersprenggranaten UOF3 zur Verfügung.
Die Unterkalibergranaten BM2 durchschlagen auf 500 m Entfernung eine Panzerung mit einer Stärke von 230 mm, auf 2.000 m Entfernung 180 mm und auf 3.000 m noch 140 mm. Die Granatpatrone wiegt 19,34 kg, das Geschoss 5,65. Diese Granaten erreichen eine Mündungsgeschwindigkeit von 1.575 m/s und eine maximale Reichweite von 3.000 m.
Eine Splittersprenggranate OF3 wiegt 28,9 kg bei einem Geschossgewicht von 16,7 kg. Diese Granaten erreichen eine Mündungsgeschwindigkeit von 700 m/s und eine maximale Reichweite von 8.200 m.

## Varianten
Es sind keine sowjetischen Versionen der T-12 bekannt. Die zunächst als T-12A bezeichnete Weiterentwicklung erhielt aufgrund der zahlreichen Änderungen die Bezeichnung MT-12 und den GRAU-Index 2A29.

### Typ 73
Der Typ 73 ist die in China gefertigte Ausführung der Waffe.

## Technische Daten
| 100-mm-Panzerabwehrkanone T-12   | |
| Allgemeine Eigenschaften         | |
| Klassifikation                   | Panzerabwehrkanone |
| Chefkonstrukteur                 | |
| Bezeichnung des Herstellers      | T-12 |
| Hersteller                       | Sawod Nr. 75 (Werk Nr. 75, russ. Завод № 75) in Jurga                                                                                           |
| Gewicht in Feuerstellung         | 2.800 kg |
| Gewicht in Fahrstellung          | 2.750 kg |
| Mannschaft                       | 6 Mann (Geschützführer, K1 Richtkanonier, K2 Verschluss- und Ladekanonier, K3 Munitions- und Zünderkanonier, K4 Munitionskanonier, Kraftfahrer) |
| Baujahre                         | 1955–1970 |
| Stückzahl                        | |
| Rohr                             | |
| Kaliber                          | 100 mm |
| Rohrlänge                        | 6.300 mm (L/60) |
| Feuerdaten                       | |
| Höhenrichtbereich                | −6° bis +20° |
| Seitenrichtbereich               | 54° |
| Höchstschussweite                | 8.200, direkter Schuss 1.880 m |
| Höchstmündungsgeschwindigkeit    | 700–1.575 m/s |
| Feuerrate                        | 6–14 Schuss/min |
| Beweglichkeit                    | |
| Höchstgeschwindigkeit im Schlepp | 60 km/h |

## Einsatz

### Einsatzgrundsätze
Grundsätzlich wurde die T-12 in der Sowjetarmee in den Panzerjägerabteilungen der Armeekorps und der verschiedenen Divisionstypen eingesetzt. Die ballistischen Leistungen waren ausreichend, jedoch wies die taktische Beweglichkeit Mängel auf. Daher wurde die T-12 in der Sowjetarmee ab 1970 durch den Nachfolger MT-12 ersetzt.
Die Waffe wurde in zahlreiche Länder exportiert und befindet sich dort teilweise noch heute im Einsatz.

### Einsatz in der NVA
Die NVA setzte die T-12 ab Mitte der 1960er-Jahre ein. Mit dieser Kanone stand der NVA erstmals eine zeitgemäße Panzerabwehrwaffe zur Verfügung. Ballistische Eigenschaften und taktische Beweglichkeit ermöglichten eine schnelle Verlagerung von Schwerpunkten, dementsprechend wurden die taktischen Konzepte überarbeitet. In den Armeen und motorisierten Schützendivisionen der NVA wurden Panzerjägerabteilungen gebildet. Im Jahr 1965 wurde die PJA-5 im Militärbezirk V in Drögeheide aufgestellt, 1971 die PJA-1 der 1. motorisierten Schützendivision, 1974 die PJA-8 der 8. motorisierten Schützendivision. Entsprechende Verbände wurden auch im Militärbezirk III gebildet. Auch die Panzerdivisionen der NVA erhielten in ihrem motorisierten Schützenregiment Panzerjägerbatterien, allerdings mit weniger Geschützen. Ab Beginn der 1970er-Jahre wurde die T-12 auch in der NVA durch die MT-12 abgelöst. Die freiwerdenden Waffen wurden langzeitkonserviert und den Mobilmachungsdivisionen zugewiesen.
Von der Bundeswehr wurden die Geschütze 1990 nicht übernommen.